# Раковичи (Гомельская область)
Раковичи (бел. Раковічы; до 1925 года — Задворье) — деревня в Николаевском сельсовете Светлогорского района Гомельской области Беларуси.

## География

### Расположение
В 49 км на запад от Светлогорска, 47 км от железнодорожной станции Светлогорск-на-Березине (на линии Жлобин — Калинковичи), 159 км от Гомеля.

## Транспортная сеть
Рядом автодорога Паричи — Озаричи. Планировка состоит из прямолинейной меридиональной улицы, застройка двусторонняя, деревянная, усадебного типа.

## История
Согласно письменным источникам известна с XIX века как селение в Чернинской волости Бобруйского уезда Минской губернии.
В 1930 году организован колхоз «Колос», работали кузница и шерсточесальня. Во время Великой Отечественной войны в июне 1944 года оккупанты сожгли 75 дворов и убили 95 жителей. Освобождена 24 июня 1944 года, в первый день наступления 65-й армии 1-го Белорусского фронта во время операции «Багратион».

## Население

### Численность
- 2004 год — 38 хозяйств, 77 жителей

### Динамика
- 1897 год — 21 двор, 150 жителей (согласно переписи)
- 1928 год — 48 дворов
- 1940 год — 75 дворов 275 жителей
- 1959 год — 239 жителей (согласно переписи)
- 2004 год — 38 хозяйств, 77 жителей

## Достопримечательность
- Филиал «Памятный знак в честь операции «Багратион» времён Великой Отечественной войны»[1] — государственного учреждения культуры "Светлогорский историко-краеведческий музей"[2], расположен на 71 км Республиканской трассы Р-31 «Бобруйск-Мозырь» у деревни Раковичи Николаевского сельсовета Светлогорского района. Музейный комплекс открыт 21 июня 2014 года и включает: памятный знак, часовню, окопы, блиндажи, образцы военной техники и вооружения. На дубовых гатях установлен легендарный советский танк ИС-3 и дивизионная пушка Д-44 (85 мм).
- Памятник-самолёт Су-24М. Установлен на 71-м километре трассы Р-31 (Бобруйск-Мозырь-Новая Рудня) около деревни Раковичи на территории мемориального комплекса, посвящённого операции «Багратион».